# 卡爾瓦科查湖 (胡寧大區)
11°56′40″S 75°57′52″W / 11.94444°S 75.96444°W
卡爾瓦科查湖（Qarwaqucha），是秘魯的湖泊，位於該國中部胡寧大區的豪哈省，處於通舒山和圖庫馬柴山的東南面、瓦伊利亞坎查湖以西。